# Força Interafricana (Chade)
Força Inter-Africana (em inglês:  Inter-African Force, IAF) foi uma força de paz africana que foi enviada ao Chade após a retirada da Líbia da Guerra Civil Chadiana na sequência das negociações de paz entre Goukouni Oueddei (GUNT) e Hissène Habré (FROLINAT) em Kano e em Lagos, Nigéria, sob os auspícios da Organização da Unidade Africana (OUA). Consistiu em 2000 nigerianos, 700 zairenses e 600 senegaleses; a República do Congo, o Benim, a Guiné e o Togo, que também foram inicialmente preparados para intervenção, não participariam por uma variedade de razões.
Devido a um mandato formulado de forma inexata e aos esforços dos países participantes em evitar combates, a força de paz não pôde evitar o ressurgimento da guerra civil. Habré fez um retorno militar e acabou tomando o poder.